# Dirk Ziervogel
Dirk Ziervogel (* 12. November 1917; † 26. März 1977) war ein südafrikanischer Sprachwissenschaftler.

## Leben
Ziervogel hat in Südafrika und im südlichen Afrika verschiedene Eingeborenensprachen studiert und katalogisiert. Er verfasste die erste Zulu-Grammatik, nachdem er die Sprache eingehend studierte und analysierte.
Er verfasste auch mehrere Wörterbücher für weitere Eingeborenensprachen.

## Schriften
- A Grammar of Northern Transvaal Ndebele, etc. 1959
- A Grammar of Swazi, siSwati. 1952
- A handbook of the Northern Sotho language.
- A handbook of the Zulu language, 1967
- The Eastern Sotho. A tribal, historical and linguistic survey, with ethnographic notes, of the Pai, Kutswe and Pulana Bantu tribe, 1954
- Klein Noord-Sotho woordeboek, 1971
- Linguistic and Literary Achievement in the Bantu Languages of South Africa
- Aspek as uitdrukkingsmiddel van handeling. Simposium gereël deur die Komitee vir Wetenskaplike Aangeleenthede van die Universiteit van Suid-Afrika, Pretoria 1958